# Volvo 480
La Volvo 480 è un modello di automobile costruito dalla casa automobilistica Volvo, nell'insolita configurazione tre porte con quattro posti, che la rendeva in pratica una coupé.
Venne messa in produzione nel 1985, e fu la prima Volvo della storia con la trazione anteriore.
Presentata al Salone dell'automobile di Ginevra, nel 1985, le vendite iniziarono nel 1986.
Alla data di fine produzione, il 7 settembre 1995, erano state prodotte in tutto 76.375 Volvo 480.

## Caratteristiche
La 480 aveva motore anteriore trasversale con trazione anteriore, sospensioni anteriori di tipo MacPherson e posteriori ad assale rigido con barra Panhard. Era dotata di quattro freni a disco con sistema ABS a richiesta.
Curiosamente, questa coupé di casa Volvo aveva il sistema di sospensioni disegnato dalla Lotus, i motori di origine Renault modificati dai tecnici  Porsche in collaborazione con la Volvo, veniva prodotta negli stabilimenti ex DAF a Born, nei Paesi Bassi.
Nonostante l'apparenza, la 480 non aveva una aerodinamica molto spinta (il Cx era pari a 0.35).

## 480 Turbo

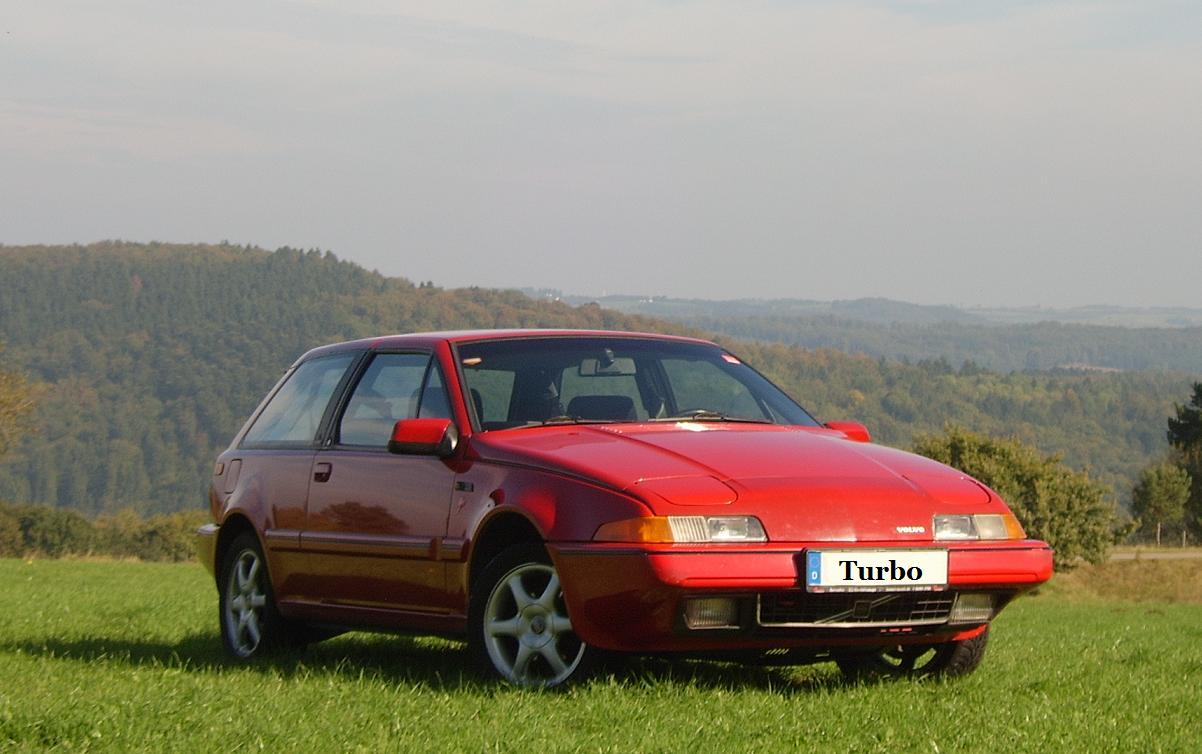
La Volvo 480 Turbo

Nel 1988, a due anni dal lancio, sotto pressioni commerciali che richiedevano maggiori prestazioni da una vettura in fin dei conti venduta come una coupé, venne presentata la versione Turbo, motorizzata con un propulsore sempre di origine Renault di 1.7 litri di cilindrata e dotato dalla casa svedese di turbocompressore.
Volvo vantava una lunga esperienza nei motori sovralimentati, iniziata già con la serie 200.
Per la 480 venne scelto un tipo di sovralimentazione "soft", con una sovrappressione di 0.45 bar data da un turbocompressore Garrett di piccole dimensioni, il che incrementava la potenza rispetto alla versione aspirata di soli 11 cavalli, ma migliorava nettamente la coppia motrice, disponibile già al regime di 1800 giri/minuto.

## Motori
La Volvo 480 venne commercializzata in quattro versioni: ES, S, dal 1988 Turbo, e dal 1993 la GT (ES con motore 2.0l e Turbo).
| Modello          | Tipo    | Potenza | 0–100 km/h | Coppia Max (Nm)     | Vel. Max. |
| ---------------- | ------- | ------- | ---------- | ------------------- | --------- |
| 1.7              | benzina | 109 cv  | 9,5 s      | 140 a 4000 giri/min | 188 km/h  |
| 1.7 Turbo        | benzina | 119 cv  | 8,8 s      | 180 a 4000 giri/min | 205 km/h  |
| 1.7 Turbo > 1991 | benzina | 122 cv  | 8,7 s      | 192 a 4000 giri/min | 210 km/h  |
| 2.0              | benzina | 108 cv  | 8,9 s      | 170 a 4000 giri/min | 200 km/h  |